# John O'Hanlon
John James O'Hanlon (Portadown, 23 aprile 1876 – Dublino, 20 febbraio 1960) è stato uno scacchista irlandese.
Dal 1913 al 1940 vinse per nove volte il campionato irlandese.
Con la nazionale irlandese ha partecipato alle olimpiadi degli scacchi di Parigi 1924, Varsavia 1935 e Buenos Aires 1939, ottenendo complessivamente il 21% dei punti.
Tra i risultati di torneo: =1° con Max Euwe a Broadstairs nel 1921, 8° nel torneo di Hastings 1921/22 (vinto da Boris Kostić), =1°-3° con Marcel Duchamp e Vitaly Halberstadt a Hyères nel 1928, 12° a Nizza nel 1930 (vinse Savielly Tartakower).